# نظيرات الحرامية
نظيرات الحرامية (الاسم العلمي: Haramiyidae) هي فصيلة حيوانات ثديية الشكل المنقرضة تتبع رتبة الحراميات من الوحشيات الأخرى.

## الأجناس
- الحرامية